# Dmitri Masleev
Dmitri Masleev (en russe : Дми́трий Влади́мирович Масле́ев, transcription française Dmitri Vladimirovitch Masleïev), né le 4 mai 1988 à Oulan-Oude est un pianiste russe lauréat du premier prix et du prix spécial pour la meilleure exécution du concerto de Mozart avec orchestre de chambre[Quoi ?] du quinzième concours international Tchaïkovski de Moscou (2015). Lors de la finale du concours, il a joué le Concerto pour piano no 1 de Tchaïkovski et le Concerto pour piano no 3 de Prokofiev.

## Biographie
Dmitri Masleev est né le 4 mai 1988 à Oulan-Oude. À sept ans, il commence à étudier la musique dans la classe de musique de son lycée. Son premier professeur est Olga Andreïevna Tchernykh et, à dix ans, il donne son premier récital. En 2000, il entre à l'école de musique no 5 de la ville d'Oulan-Oude. En 2001, il est premier lauréat du concours international Naïdal, et joue régulièrement dans les salles de concert de la ville. En 2002, il entre au Collège musical de Novossibirsk M.I. Glinka. En 2004, il remporte le premier prix du 5e concours international de jeunes pianistes T.P. Nikolaïeva à Briansk. En 2006, il entre au Conservatoire Tchaikovski de Moscou, dans la classe du professeur Mikhaïl Petoukhov (ru), auprès duquel il continue ensuite sa formation. En 2014-2015, il est stagiaire à l'Académie internationale de piano du lac de Côme.
Il a participé au projet de la Maison de la musique de Saint-Pétersbourg Jeunes interprètes de la Russie (2010-2011). Il est depuis 2015 soliste de la Philharmonie académique d'État de Moscou (ru).
Il joue en 2016 à Toulouse le Concerto pour piano no 2 de Rachmaninov.

## Prix
En 2011, il est lauréat du concours international de piano Chopin (Rome, Italie), où il reçoit le grand prix, doté d'un piano et une tournée de 12 concerts dans des villes italiennes. Il est également lauréat du concours international Adilia Alieva à Gaillard, France (2010, 1er prix), du concours international de piano Antonio Napolitano à Salerno, Italie (2013, 1er prix), du concours de musique russe (2014, 3e prix), et du 15e concours International Tchaïkovski à Moscou (2015, 1er prix).
Il est aussi artiste émérite de la république de Bouriatie (2015) et lauréat du prix d'État de la république de Bouriatie (2015).

## Discographie
En 2016, il participe à un projet de la firme Melodiya et du chef d'orchestre Alexander Sladkovsky, et enregistre tous les concertos instrumentaux de Dmitri Chostakovitch avec l'Orchestre symphonique d'État de la République du Tatarstan et les lauréats du concours international Tchaïkovski. Il a également enregistré le deuxième concerto pour piano et orchestre MEL CD 1002465.
En 2017, Melodiya a publié son premier disque solo MEL CD 1002517.